# Гуггенхайм, Пегги
Пегги Гуггенхайм (англ. Peggy Guggenheim, полное имя Marguerite Guggenheim; 26 августа 1898, Нью-Йорк — 23 декабря 1979, Падуя) — американская галеристка, меценат и коллекционер искусства XX века.

## Биография
Дочь богатого промышленника Бенджамина Гуггенхайма, погибшего 15 апреля 1912 году на «Титанике». Её дядя — американский промышленник и коллекционер Соломон Р. Гуггенхайм. Пегги Гуггенхайм была замужем за сюрреалистом Максом Эрнстом. Она покровительствовала творчеству Джексона Поллока — представителя абстрактного экспрессионизма. Свою бурную жизнь она описала в автобиографии «Confessions of an Art Addict».
Пегги Гуггенхайм жила в Венеции до своей смерти в Кампосампьеро недалеко от Падуи, Италия. Ее прах погребен в саду (позднее - в Саду скульптур Нэшер) ее дома, Палаццо Веньер деи Леони, рядом с ее любимыми собаками.

## Наследие

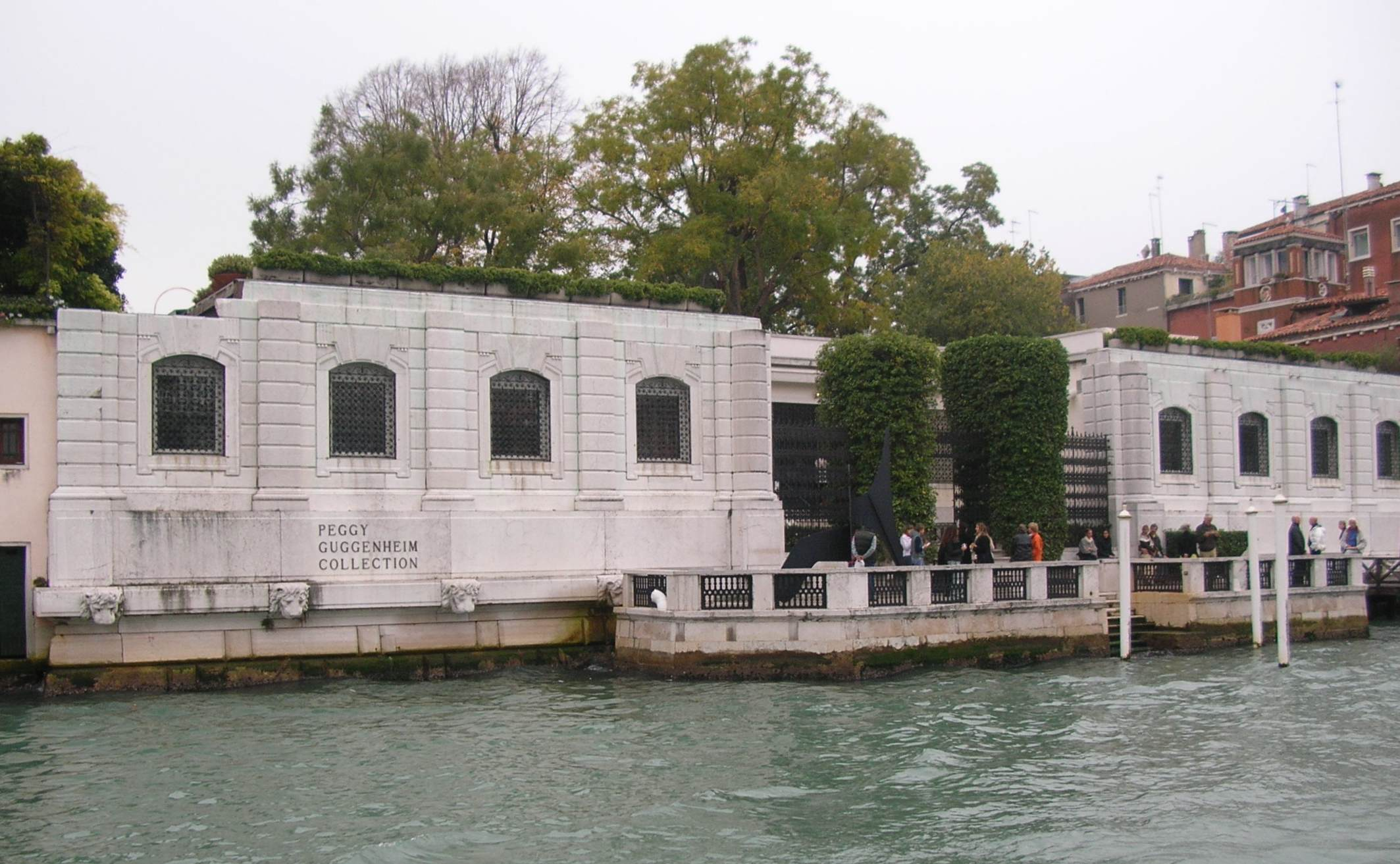
Палаццо Веньер деи Леони на Гранд-канале в Венеции

Произведения искусства из коллекции Пегги Гуггенхайм находятся в разных музеях мира:
- Музей Соломона Р. Гуггенхайма в Нью-Йорке;
- Музей Гуггенхайма в Бильбао;
- Коллекция Пегги Гуггенхайм в Венеции, в Палаццо Веньер деи Леони на Гранд-канале.

### Автобиография
- Out of this century: confessions of an art addict. New York: Universe Books, 1979 (неоднократно переиздана).